# Cenotafio de Mánchester
El cenotafio de Mánchester (en inglés: Manchester Cenotaph) en un monumento funerario conmemorativo inglés erigido en la plaza de San Pedro, en Mánchester, diseñado por sir Edwin Lutyens. Construido en piedra de Portland, fue erigido en 1924 en memoria de los que perdieron sus vidas en la Primera Guerra Mundial. Es similar al cenotafio diseñado por Lutyens para Whitehall: «Un pilón con pisos y una figura del soldado desconocido envuelto en un abrigo en la parte superior». El cenotafio se encuentra en un jardín conmemorativo diseñado por L.C. Howitt, que también tiene una cruz de piedra que conmemora la Iglesia de San Pedro, construida en el lugar en 1789-1794 por James Wyatt y demolida en 1907.